# 葉室頼寿
葉室頼寿（はむろ よりひさ、安永6年（1777年）9月7日 - 文化元年（1804年）8月29日）は、江戸時代後期の公卿。

## 官歴
- 天明2年（1782年）：従五位上、侍従
- 天明4年（1784年）：正五位下
- 寛政2年（1790年）：蔵人、正五位上、右少弁
- 寛政3年（1791年）：勧学院別当
- 寛政4年（1792年）：御祈奉行、賀茂奉行、権右少弁、左衛門権佐
- 寛政8年（1796年）：右中弁
- 寛政9年（1797年）：神宮弁
- 寛政10年（1798年）：正四位下、左中弁、蔵人頭、中宮亮
- 寛政11年（1799年）：正四位上
- 寛政12年（1800年）：右大弁
- 享和2年（1802年）：参議
- 享和3年（1803年）：従三位
- 文化元年（1804年）：左大弁、平野奉幣使、東照宮奉幣使

## 系譜
- 父：葉室頼熙
- 子：葉室顕孝